# カステルディドーネ
カステルディドーネ（伊: Casteldidone）は、イタリア共和国ロンバルディア州クレモナ県にある、人口約600人の基礎自治体（コムーネ）。

## 地理

### 位置・広がり

#### 隣接コムーネ
隣接するコムーネは以下の通り。括弧内のMNはマントヴァ県所属を示す。
- カザルマッジョーレ
- マルティニャーナ・ディ・ポー
- ピアーデナ・ドリッツォーナ (ピアーデナ)
- リヴァローロ・デル・レ・エドゥニーティ
- リヴァローロ・マントヴァーノ (MN)
- サン・ジョヴァンニ・イン・クローチェ

### 気候分類・地震分類
気候分類では、zona E, 2389 GGに分類される。
また、イタリアの地震リスク階級 (it) では、zona 3 (sismicità bassa) に分類される
。